# Ageplay

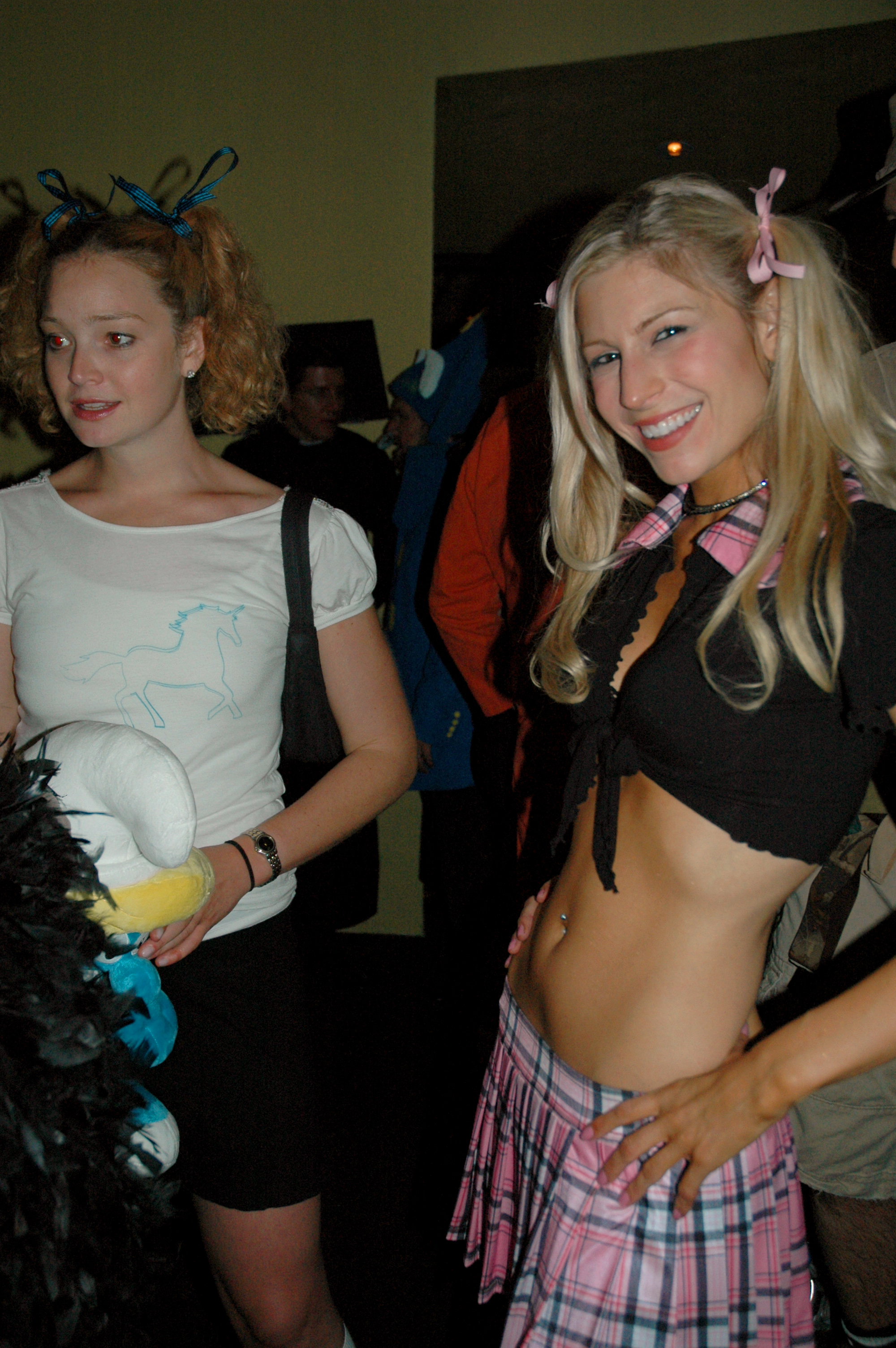
Duas mulheres adultas com acessórios associados a crianças, incluindo bonecas e penteado maria-chiquinha.

Ageplay é uma forma de encenação na qual um indivíduo age ou trata outro como se ele tivesse uma idade diferente da idade real dele. A prática é comumente associada ao BDSM, portanto envolve o consentimento de todos os envolvidos.
Essa prática pode ou não ter conteúdo sexual e o nível de erotização dentro do ageplay é inteiramente definido pelas pessoas envolvidas. Qualquer idade pode ser interpretada nesse tipo de atividade, desde bebês e crianças até idosos. A prática geralmente envolve alguém interpretando um papel de pessoa mais nova, mas em alguns casos também acontece de ser interpretado o papel de alguém mais velho.
O ageplay não tem qualquer relação com a pedofilia de acordo com psicólogos. Segundo os especialistas, os praticantes que têm interesse nessa atividade apenas gostam de ter elementos tipicamente infantis presentes em adultos.
Os termos daddy e mommy são geralmente utilizados dentro do BDSM para se referir uma pessoa dominante que assume uma personalidade paterna ou materna ao tratar um submisso. A pessoa submissa que é dominada por um daddy ou uma mommy é chamada de little boy ou little girl. Os termos family play e incest play são dados para práticas de ageplay que envolvem a interpretação de membros da mesma família, como mãe-filho ou irmão-irmã.
Relacionamentos de dominação e submissão centrado na relação daddy ou mommy com little boy ou little girl são geralmente referidos como MD/lb (Mommy Dom/little boy), MD/lg (Mommy Dom/little girl), DD/lb (Daddy Dom/little boy) ou DD/lg (Daddy Dom/little girl).
Encenações como a relação de um professor com seu aluno e a relação de uma babá com a criança que ela está cuidando também são algumas práticas comuns dentro do ageplay. A aplicação de castigos através do spanking também é algo comum nessa prática.
ABDL, abreviação de Adult Baby/Diaper Lover (em português: bebê adulto/amante de fraldas), é uma vertente do ageplay associada a pessoas que gostam de incluir a interpretação de bebês e a vestimenta de fraldas durante a prática.